# Vincenzo Cantiello
Vincenzo Cantiello (Napoli, 25 agosto 2000) è un cantante italiano, rappresentante dell'Italia al Junior Eurovision Song Contest 2014 svoltosi a Malta, che vinse con la canzone Tu primo grande amore.

## Biografia

### Gli esordi
Avviato dal padre allo studio della musica, comincia a cantare nel coro della chiesa e nel 2009 nei piano-bar e in manifestazioni locali e nazionali. Negli anni successivi ha partecipato spesso alle manifestazioni e concorsi di Cant'Atella e nel 2013, con il brano Glitter & Gold di Rebecca Ferguson, vinse il premio della critica, il secondo posto e l'occasione di registrare l'omonima canzone.
Nel 2013 pubblica la sua prima cover su YouTube, We Are Young dei Fun. e venne poi seguita da Take Me to Church di Hozier.

### Ti lascio una canzone
Nel 2014 Cantiello ha preso parte al talent show Ti lascio una canzone, nel quale duetterà anche con la cantante Giorgia.

### Junior Eurovision Song Contest
Viene successivamente scelto per rappresentare l'Italia al Junior Eurovision Song Contest 2014 in Malta. Vince la dodicesima edizione del concorso con Tu primo grande amore, accumulando un totale di 159 punti, e distaccandosi dalla Bulgaria per soli 12 punti.
Nell'aprile del 2015 ricomincia a pubblicare cover sul suo canale YouTube: All of Me di John Legend, continuando a pubblicare altre cover in lingua italiana e inglese, fino a quando esce il suo nuovo singolo Longing for Someone, primo estratto della sua collaborazione con la One Universe, seguito dal secondo singolo, Summer Thrill.
Nel Maggio del 2015 venne invitato all'Eurovision Song Contest 2015 a Vienna, dove ebbe l'opportunità di cantare un estratto della sua canzone vincitrice dell'anno prima.
Nel Novembre del 2015, venne invitato come ospite all'edizione del Junior Eurovision Song Contest 2015, in cui passa il testimone alla nuova vincitrice, Destiny Chukunyere.

### Never Too Much
Il 15 dicembre 2016 pubblica in collaborazione con la band musicale One Universe l'album dal titolo Never Too Much, promosso anche al Junior Eurovision Song Contest 2016, svoltosi nuovamente a Malta. Il 7 gennaio 2019, pubblica il suo secondo inedito in italiano dopo Tu Primo Grande Amore nel 2014: Cosa diventerai. Cantiello gira il video a Milano.

### All Together Now
Nel 2021, partecipa alla quarta edizione di All Together Now - La musica è cambiata  dove arriva in finale, duettando anche con Rita Pavone e J-Ax.
Alla fine dei giochi, si classifica al secondo posto, contro Giacomo Voli.

### 2021 - 2025
Il giorno 20 dicembre 2021 pubblica il suo primo singolo di debutto chiamato Tempesta. A Giugno 2024 Cambia il suo nome d'arte in Lunado e pubblica il  nuovo brano, Statt Zitt, sample di Shut up dei Black eyed peas. A Luglio 2025 pubblica Mirroball.

## Discografia

### Album
- 2016 - Never Too Much

### Singoli
- 2013 - Glitter & Gold
- 2014 - Tu primo grande amore
- 2015 - All of Me
- 2015 - Take Me to Church
- 2016 - Summer Thrill
- 2019 - Cosa diventerai
- 2021 - Tempesta
- 2024 - Statt Zitt (Shut Up)
- 2025 - Mirrorball